# Mikola Plaviuk
Mikola Vasíliovich Plaviuk (en ucraniano: Микола Васильович Плав'юк; n. Ivano-Frankivsk, 5 de junio de 1925 - Hamilton, Ontario, 10 de marzo de 2012) fue un activista social y líder nacionalista ucraniano que ejerció como el último Presidente de la República Ucraniana en el exilio entre el 8 de diciembre de 1989 y el 22 de agosto de 1992, cuando entregó el poder al primer Presidente de la Ucrania Independiente, Leonid Kravchuk.

## Biografía
Plaviuk nació en 1925, en el pueblo de Rusiv, Ivano-Frankivsk, en la entonces Segunda República Polaca, que actualmente es parte de Ucrania. Durante la Segunda Guerra Mundial, Plaviuk fue miembro de un movimiento scout local en el oeste de Ucrania, que más tarde formaría a muchos de los miembros de la Organización de Nacionalistas Ucranianos. Después de la guerra, huyó a Alemania Occidental, y estudió en la Universidad de Múnich, donde recibió un diploma en Economía. Emigró a Montreal, Canadá en 1949, donde se convirtió en un miembro activo de la diáspora ucraniana. En 1954 se graduó de la Universidad de Concordia.
Ocupó varios cargos en el gobierno de la República Ucraniana en el exilio, que ejercía como administración provisional hasta la creación de un estado ucraniano en 1991, y se oponía al régimen soviético sobre Ucrania. Finalmente, el 8 de diciembre de 1989, tras la muerte de Mikola Livitski, Presidente proclamado de Ucrania, Plaviuk fue escogido su sucesor. Posteriormente, tras el colapso de la Unión Soviética, Leonid Kravchuk fue elegido democráticamente como primer Presidente de Ucrania. Posteriormente el 22 de agosto de 1992, durante una ceremonia en el palacio de la Rada Suprema de Ucrania, Plaviuk entregó formalmente la legitimidad presidencial a Kravchuk y reconoció su gobierno, proclamando una continuidad entre el nuevo estado y la República Popular Ucraniana.
En 1993, mediante decreto extraordinario del presidente de Ucrania Leonid Kravchuk, Mikola Plaviuk se convirtió formalmente en un ciudadano de Ucrania. En 1996, por decreto presidencial el presidente de Ucrania Leonid Kuchma confirió a Plaviuk Estado la Orden del Mérito, III Clase "...por su contribución personal al desarrollo de la condición de Estado de Ucrania, y su activa participación comunitaria y humanitaria". En 2007, a través del Decreto Presidencial el Presidente Víktor Yúshchenko confiere Mikola Plaviuk la Orden del Príncipe Yaroslav el Sabio, primera clase por sus contribuciones como “...líder público y político, Presidente de la UNR en el exilio 1989-1992, por su desinteresado servicio a la población de Ucrania, y los logros personales distinguidos en la reactivación de la independencia de Ucrania".
Mikola Plaviuk fue el líder de la Organización de Nacionalistas Ucranianos desde 1981 hasta su muerte. Estaba casado con la activista	Yaroslava Boyko, tenían dos hijos y dos hijas. Vivió tanto en Kiev como en Canadá. Falleció el 10 de marzo de 2012, en Ontario.